# مطار رقان
مطار رقان (إيكاو: DAAN)، هو مطار للاستخدام العام يقع إلى الشرق من بلدية رقان، بولاية أدرار بالجزائر.

## روابط خارجية
- مطاراتنا - رقان
- خريطة الدائرة الكبرى - رقان